# 全尼泊尔民族自由学生联盟（联合社会主义者）
全尼泊尔民族自由学生联盟（缩写为）是尼泊尔的一个共产主义学生组织。该组织成立于2021年，与尼泊尔共产党（联合社会主义者）有政治关联，总部位于加德满都。该组织自称是代表尼泊尔所有进步、民主和爱国学生的合法且独立的学生组织。